# Tien jaar jonger
Tien jaar jonger is een televisieprogramma uit 2005 op de Vlaamse televisiezender VIJFtv. Het is een Vlaamse versie van een Amerikaans programma waar men in 10 dagen tijd een persoon 10 jaar jonger maakt. In Nederland wordt eenzelfde soort televisieprogramma op RTL 4 uitgezonden onder de naam Je echte leeftijd. De Vlaamse versie van het programma wordt gepresenteerd door Gene Bervoets.